# Albert de Wal
Albert Johannes de Wal, bekend als A.d.W. (Deventer, 27 september 1876 – Den Haag, 28 november 1952) was een Nederlands muziekcriticus.
Hij was een zoon van Rudolphina Aleida Kamminga en onderwijzer Ruurd de Wal. Hijzelf was in 1904 getrouwd met onderwijzeres Hester Elisabeth van Lokhorst, een echtscheiding volgde in 1918. Hij hertrouwde in 1922 met zanglerares en voordrachtskunstenares  Rodie Medenbach,  waarop in 1927 opnieuw een echtscheiding plaatsvond. Dochter Hetty de Wal uit het eerste huwelijk begeleidde zangeressen.
De Wal kreeg een opleiding tot uitvoerend musicus. Hij kreeg onderricht van zijn vader, Cornelis Alijander Brandts Buys en Jan Rijken. Al op achtjarige leeftijd nam hij plaats achter het orgel van de Lutherse Kerk in Deventer. Na deze praktijkopleiding ging hij studeren aan het Haags Conservatorium. Hij sloot de studies piano, viool en orgel af met een diploma. Opnieuw werd hij organist, nu bij de Nieuwe Kerk te Scheveningen. In en om Den Haag gaf hij voorts muziekles en leidde diverse koren. In 1908 werd hij muziekcriticus bij Het Vaderland.
Hij publiceerde De Matthäus Passion van J.S. Bach (1926)  en De pianistenwereld (1927)
In 1948 werd hij benoemd tot ridder in de Orde van Oranje Nassau; die benoeming ging gepaard met een jubileum waarbij gerenommeerde musici, onder andere Carl Schuricht, Sem Dresden, Jaap Stotijn en Sam Swaap, een comité hadden gevormd. In 1951 had Sam Swaap geregeld dat De Wal als promotor van de muziek van Anton Bruckner een herinneringsmedaille kreeg van de "Internationale Bruckner Gesellschaft".
De Wal overleed na een lang ziektebed. Hij werd begraven op Oud Eik en Duinen, waarbij musici uit het Residentie Orkest optraden.